# QNX (operativsystem)
QNX (uttalas antingen Q-N-X eller Q-nix) är ett Unixliknande realtidsoperativsystem som siktar på POSIX-kompatibilitet, riktat främst till marknaden för inbyggda system. Det är ett av de mest framgångsrika operativsystemen med mikrokärna.

## Beskrivning
Som operativsystem med mikrokärna, är QNX baserat på idén att operativsystemets olika delar ska köras i form av ett antal små processer som kallas servrar. Detta skiljer sig från mer traditionella operativsystem med monolitisk kärna, i vilka operativsystemet består av ett enda stort program med många specialiserade delar. I fallet QNX gör användandet av mikrokärna att de som utvecklar system baserade på operativsystemet kan stänga av funktionalitet de inte behöver, utan att ändra i själva operativsystemet; istället låter man helt enkelt bli att köra de servrar man inte behöver.
QNX är relativt litet och kan rymmas på en enda diskett, men anses ändå vara relativt komplett.
QNX Neutrino (2001) har konverterats till att fungera på ett flertal olika plattformat, och går att köra på praktiskt taget alla processorer som används för inbyggda system nuförtiden. Detta inkluderar x86-familjen MIPS, PowerPC, HS-4 samt ARM-processorfamiljen (StrongARM och xScale).
En version för icke-kommersiellt bruk kan kostnadsfritt laddas ner från företagets webbplats.

## Historik
Gordon Bell och Dan Dodge, studenter vid University of Waterloo år 1980, tog båda en standardkurs i datavetenskap om operativsystemsdesign, i vilken studenterna fick konstruera en enkel kärna för realtidsoperativsystem. De var båda övertygade att det fanns ett kommersiellt behov av ett sådant operativsystem, och flyttade till Kanata, Ontario (ett högteknologiområde utanför Ottawa) för att starta företaget Quantum Software Systems. År 1982 släpptes den första versionen av QNX för Intel 8088-processorn.
Ett av de första större användningsområdena för QNX låg utanför de inbyggda systemens värld, det valdes som operativsystem för Ontarios utbildningssystems egen datormodell, Unisys ICON. De närmaste åren kom QNX att användas främst i större projekt, eftersom dess kärna på 44 kilobyte var för stor för enchipsdatorerna på den tiden. Operativsystemet fick rykte om sig att vara pålitligt, och användes exempelvis som operativsystem till industriella maskiner.
I början på 1990-talet bytte företaget namn till QNX Software systems för att förhindra sammanblandning med andra företag, främst hårddiskstillverkaren Quantum Corporation.
I mitten på 1990-talet insåg företaget att marknaden snabbt rörde sig mot POSIX-modellen, och bestämde sig för att skriva om kärnan så att den blev mer kompatibel på lägre nivå, Resultatet blev QNX 4. Det fanns tillgängligt med ett grafiskt gränssnitt som kallades Photon microGUI, och även med en QNX-anpassad version av X Window System. QNX4 förenklade portning av programvara från Unix till QNX, och gjorde sig av med många egenheter från tidigare versioner.
Mot slutet av 1990-talet bestämde man sig för att modellera en ny version efter Linux så långt det ansågs möjligt med mikrokärnearkitektur. Detta resulterade i QNX Neutrino, som släpptes år 2001. Denna version levereras vanligtvis med Momentics (en utvecklingsmiljö baserad på Eclipse), diverse GNU-verktyg, samt viss programvara för Internet.
Neutrino var tänkt att dyka upp som skrivbordsoperativsystem på nya Amiga. Denna idé dog efter att den nya Amigans mål ändrades.

## Konkurrenter
Några viktiga konkurrenter på realtidsmarknaden och marknaden för inbyggda system inkluderar VxWorks, Linux, THEOS, Windows CE och OS-9.